# Kazimierz Sołtowski
Kazimierz Sołtowski – polski kierowca wyścigowy.

## Biografia
W WSMP zadebiutował w 1981 roku. Ścigał się wówczas Trabantem 601 w klasie 2, zajmując na koniec sezonu dziewiąte miejsce. W 1983 roku rozpoczął starty Polskim Fiatem 126p w klasie 3, a w klasyfikacji końcowej był czwarty. Rok później powrócił do startów Trabantem, debiutując jednocześnie Promotem w Formule Polonia. W sezonie 1986 wygrał dwa wyścigi i zdobył wicemistrzostwo Formuły Polonia. W 1987 roku Sołtowski zadebiutował w Formule Easter, jak również w Pucharze Pokoju i Przyjaźni. W latach 1989–1990 równolegle ścigał się w Polskiej Formule Mondial. W 1993 zdobył mistrzostwo Polski Formuły Easter. Po rozwiązaniu Polskiej Formuły Easter ścigał się w klasie E-1300. Po 1996 roku zakończył karierę.

## Wyniki
| Legenda oznaczeń w tabelach wyników Wyświetl szablon na nowej stronie | Legenda oznaczeń w tabelach wyników Wyświetl szablon na nowej stronie                                                                     |
| Oznaczenie                                                            | Wyjaśnienie |
| --------------------------------------------------------------------- | --- |
| Złoty                                                                 | Zwycięzca lub mistrzostwo |
| Srebrny                                                               | 2. miejsce lub wicemistrzostwo |
| Brązowy                                                               | 3. miejsce lub II wicemistrzostwo |
| Zielony                                                               | Ukończył, punktował (w klasyfikacji generalnej, gdy zdobył co najmniej jeden punkt na przestrzeni sezonu, poza trzema powyższymi opcjami) |
| Niebieski                                                             | Ukończył, nie punktował (w klasyfikacji generalnej, gdy nie zdobył co najmniej jednego punktu na przestrzeni sezonu)                      |
| Czerwony                                                              | Nie zakwalifikował się (NZ) |
| Czerwony                                                              | Nie prekwalifikował się (NPK) |
| Różowy                                                                | Nie ukończył (NU) |
| Różowy                                                                | Niesklasyfikowany (NS) (w klasyfikacji generalnej, gdy nie został sklasyfikowany w żadnym wyścigu sezonu)                                 |
| Czarny                                                                | Zdyskwalifikowany (DK) |
| Czarny                                                                | Wykluczony (WYK/EX) |
| Biały                                                                 | Nie wystartował (NW) |
| Biały                                                                 | Kontuzjowany (K/INJ) |
| Biały                                                                 | Wyścig odwołany (OD/C) |
| Bez koloru                                                            | Został wycofany (WYC/WD) |
| Bez koloru                                                            | Nie przybył (NP/DNA) |
| Bez koloru                                                            | Nie brał udziału w treningach (NT/DNP) |
| Bez koloru                                                            | Nie został zgłoszony (–) |
| Pogrubienie                                                           | Start z pole position |
| Kursywa                                                               | Najszybsze okrążenie wyścigu |
| †                                                                     | Nie ukończył, ale jego rezultat został zaliczony ze względu na przejechanie więcej niż 90% dystansu wyścigu.                              |
| *                                                                     | Sezon w trakcie |
| 1/2/3                                                                 | Punktowana pozycja w sprincie kwalifikacyjnym                                                                                             |
| Lista systemów punktacji Formuły 1                                    | |

### Puchar Pokoju i Przyjaźni
| Rok  | Samochód  | Silnik | Wyniki w poszczególnych eliminacjach | Wyniki w poszczególnych eliminacjach | Wyniki w poszczególnych eliminacjach | Wyniki w poszczególnych eliminacjach | Pkt. | Msc. |
| ---- | --------- | ------ | ------------------------------------ | ------------------------------------ | ------------------------------------ | ------------------------------------ | ---- | ---- |
| 1987 |           |        | Polska                               |                                      |                                      |                                      | 29   | 35   |
| 1987 | Promot II | Łada   | 16                                   | -                                    | -                                    | -                                    | 29   | 35   |

### Formuła Polonia
| Rok  | Zespół                    | Samochód  | Silnik      | Wyniki w poszczególnych eliminacjach | Wyniki w poszczególnych eliminacjach | Wyniki w poszczególnych eliminacjach | Wyniki w poszczególnych eliminacjach | Wyniki w poszczególnych eliminacjach | Pkt. | Msc. |
| ---- | ------------------------- | --------- | ----------- | ------------------------------------ | ------------------------------------ | ------------------------------------ | ------------------------------------ | ------------------------------------ | ---- | ---- |
| 1984 |                           |           |             | Polska                               | Polska                               | Polska                               | Polska                               | Polska                               | 143  | 10   |
| 1984 | Automobilklub Szczeciński | Promot II | Polski Fiat | 10                                   | 10                                   | 6                                    | 11                                   | NU                                   | 143  | 10   |
| 1985 |                           |           |             | Polska                               | Polska                               | Polska                               | Polska                               | Polska                               | 99   | 17   |
| 1985 | Automobilklub Szczeciński | Promot II | Polski Fiat | 14                                   | -                                    | 13                                   | NS                                   | 9                                    | 99   | 17   |
| 1986 |                           |           |             | Polska                               | Polska                               | Polska                               | Polska                               | Polska                               | 171  | 2    |
| 1986 | Automobilklub Szczeciński | Promot II | Polski Fiat | 14                                   | 1                                    | 1                                    | NU                                   | 5                                    | 171  | 2    |

### Polska Formuła Easter
| Rok  | Zespół                    | Samochód   | Silnik      | Wyniki w poszczególnych eliminacjach | Wyniki w poszczególnych eliminacjach | Wyniki w poszczególnych eliminacjach | Wyniki w poszczególnych eliminacjach | Wyniki w poszczególnych eliminacjach | Wyniki w poszczególnych eliminacjach | Pkt. | Msc. |
| ---- | ------------------------- | ---------- | ----------- | ------------------------------------ | ------------------------------------ | ------------------------------------ | ------------------------------------ | ------------------------------------ | ------------------------------------ | ---- | ---- |
| 1986 |                           |            |             | Polska                               | Polska                               | Polska                               | Polska                               | Polska                               |                                      | 0    | NS   |
| 1986 | Automobilklub Szczeciński | Promot II  | Polski Fiat | -                                    | -                                    | -                                    | -                                    | NU                                   |                                      | 0    | NS   |
| 1987 |                           |            |             | Polska                               | Polska                               | Polska                               | Polska                               | Polska                               |                                      | 116  | 8    |
| 1987 | Automobilklub Szczeciński | Promot II  | Łada        | 4                                    | 7                                    | 8                                    | DK                                   | NU                                   |                                      | 116  | 8    |
| 1988 |                           |            |             | Polska                               | Polska                               | Polska                               | Polska                               | Polska                               |                                      | 0    | NS   |
| 1988 | Automobilklub Szczeciński | Promot II  | Łada        | NS                                   | -                                    | NU                                   | NU                                   | NU                                   |                                      | 0    | NS   |
| 1989 |                           |            |             | Polska                               | Polska                               | Polska                               | Polska                               | Polska                               |                                      | 20   | 12   |
| 1989 | Automobilklub Szczeciński | Promot II  | Łada        | NU                                   | -                                    | NU                                   | 2                                    | NU                                   |                                      | 20   | 12   |
| 1990 |                           |            |             | Polska                               | Polska                               | Polska                               | Polska                               | Polska                               | Polska                               | 78   | 4    |
| 1990 | Automobilklub Szczeciński | Promot III | Łada        | 1                                    | 2                                    | DK                                   | 10                                   | 2                                    | NW                                   | 78   | 4    |
| 1992 |                           |            |             | Polska                               | Polska                               | Polska                               | Polska                               | Polska                               | Polska                               | ?    | ?    |
| 1992 | Automobilklub Szczeciński | Estonia 25 | Łada        | ?                                    | 3                                    | ?                                    | ?                                    | ?                                    | ?                                    | ?    | ?    |
| 1993 |                           |            |             | Polska                               | Polska                               | Polska                               | Polska                               | Polska                               | Polska                               | 83   | 1    |
| 1993 | Automobilklub Szczeciński | Promot II  | Łada        | NU                                   | 1                                    | 2                                    | 1                                    | 5                                    | NU                                   | 83   | 1    |
| 1994 |                           |            |             | Polska                               | Polska                               | Polska                               | Polska                               | Polska                               | Polska                               | 39   | 5    |
| 1994 | Automobilklub Szczeciński | Promot II  | Łada        | 1                                    | NU                                   | 7                                    | -                                    | -                                    | 2                                    | 39   | 5    |

### Polska Formuła Mondial
| Rok  | Zespół                    | Samochód   | Silnik | Wyniki w poszczególnych eliminacjach | Wyniki w poszczególnych eliminacjach | Wyniki w poszczególnych eliminacjach | Wyniki w poszczególnych eliminacjach | Wyniki w poszczególnych eliminacjach | Wyniki w poszczególnych eliminacjach | Pkt. | Msc. |
| ---- | ------------------------- | ---------- | ------ | ------------------------------------ | ------------------------------------ | ------------------------------------ | ------------------------------------ | ------------------------------------ | ------------------------------------ | ---- | ---- |
| 1989 |                           |            |        | Polska                               | Polska                               | Polska                               | Polska                               | Polska                               |                                      | 30   | 9    |
| 1989 | Automobilklub Szczeciński | Promot II  | Łada   | NU                                   | 6                                    | NU                                   | 4                                    | -                                    |                                      | 30   | 9    |
| 1990 |                           |            |        | Polska                               | Polska                               | Polska                               | Polska                               | Polska                               | Polska                               | 0    | NS   |
| 1990 | Automobilklub Szczeciński | Promot III | Łada   | -                                    | -                                    | -                                    | NU                                   | -                                    | -                                    | 0    | NS   |